# Kimani Maruge
Kimani Ng'ang'a Maruge (c. 1920 - 14 août 2009) est une personnalité kenyane qui possède le record Guinness de la personne la plus vieille ayant débuté l'école primaire. Il a intégré sa première année le 12 janvier 2004, à l'âge de 84 ans. Arrière-grand-père, deux de ses 30 petits-enfants ont fréquenté la même école que lui.

## Études
Maruge fréquente l'école primaire Kapkenduiywo à Eldoret, Kenya. Il affirme que son choix a été motivé par une annonce gouvernementale en 2003 de l'accès universel et gratuit à l'éducation primaire.
En septembre 2005, Maruge prend l'avion pour la première fois de sa vie afin de se rendre à New York pour s'exprimer sur l'importance de l'éducation primaire gratuite au Millennium Development Summit (en) de l'Organisation des Nations unies.

## Violences postélectorales de 2007-2008
Maruge se fait voler à sa résidence lors des violences postélectorales au Kenya en 2007-2008. Au début de l'année 2008, il vit dans un camp de réfugiés situé à quatre kilomètres de son école. Il continue à fréquenter cette dernière à tous les jours. En juin de la même année, il est relocalisé à Nairobi. On le force à abandonner l'école pour intégrer une résidence pour personnes âgées. Cependant, quelques jours plus tard, Maruge s'inscrit en sixième année à l'école primaire Marura, située à Kariobangi (en).
Maruge meurt le 14 août 2009 d'un cancer de l'estomac à l'hôpital national kényan de Nairobi. Il est enterré à Subukia (en).

## Film
Le film Le Plus Vieil Écolier du monde, mettant en vedette Oliver Litondo (en) et Naomie Harris, est dédié à Kimani Maruge. Lancé le 13 mai 2011, la production britannique a été filmée dans le réseau des lacs du Kenya dans la vallée du grand rift.

## Google Doodle
Le 12 janvier 2015, lors du onzième anniversaire de son premier jour d'école, on lui dédie un Google Doodle.